# Пирятин (футбольний клуб)
Футбольний клуб «Пирятин» — український футбольний клуб із Пирятина. Бере участь у розіграшах Кубка Полтавської області та Чемпіонаті Полтавської області. Домашні матчі проводить на стадіоні «Ювілейний». ФК «Пирятин» ставав срібним призером чемпіонату у 1999 році, чемпіоном у 2001 році (під керівництвом Анатолія Момота) та фіналістом кубка в 2000 році.

## Досягнення
Чемпіонат Полтавської області
- Чемпіон (1): 2000-01
- Срібний призер (1): 1998-99

Кубок Полтавської області
- Фіналіст (1): 1999-00